# Блохін Василь Михайлович
Васи́ль Миха́йлович Блохі́н (рос. Василий Михайлович Блохин, 7 січня 1895, Російська імперія — 3 лютого 1955, РРФСР-СРСР) — працівник каральних та репресивних органів НКВС-МДБ СРСР. Професійний кат НКВС СРСР, «рекордсмен» з убивства людей. Персонально стратив до 50000 осіб, у тому числі за позасудовими вироками, найбільше у період з 1937 р. до 1945 р..
За всі роки служби особисто розстрілював 200 осіб щодня. Особисто стратив двох представників сталінського режиму, які, за збігом обставин, були серед головних організаторів Голодомору 1932—1933 років — (Чубаря й Косіора Станіслава). Активний учасник масових убивств полонених польських офіцерів у 1940 році під час Катинського розстрілу.
Мав звання генерал-майора, нагороджений кількома найвищими орденами та медалями СРСР. За наполяганням Лаврентія Берії 1953 року був звільнений у запас, згодом — позбавлений персональної пенсії МДБ СРСР та військового звання. Згідно із зізнаннями колеги генерала Блохіна Дмитра Токарєва, вчинив самогубство, офіційно — помер від інфаркту.
Почав свою діяльність, працюючи пастухом у селі Турово Ярославської губернії (1905—1910), муляром у підрядників у м. Москві (1910—1915).
Похований на Донському цвинтарі в Москві, де нещодавно, за сприяння російських шанувальників генерала Блохіна, йому встановлено ошатний надгробок.

## Освіта
- У 1933 р. закінчив Московський архітектурно-будівельний інститут,
- в 1937 р. — Московський інститут підвищення кваліфікації господарників.

## Особисті уподобання
- Волів розстрілювати людей з німецького пістолета Walther PP[3];
- любив одягати для акту вбивства шкіряні рукавички, шкіряний фартух і шкіряний головний убір[4];
- протягом 1924 р. — 2 березня 1953 р. під документальними актами про проведені розстріли ставив свій особистий підпис[5].

## Звання й кар'єра
- 1915 р. — рядовий Російської імператорської армії, унтер-офіцер, взводний унтер-офіцер 3 роти 82 піхотного запасного полку;
- 1917 р. — взводний старший унтер-офіцер, виконувач обов'язків голови ротного комітету 218 піхотного полку;
- 1918 р. — член ВКП (б), працював помічником начальника військкомату Червоної Армії, командир взводу;
- 1921 р. — командир взводу 62 батальйону військ ВНК;
- 1926 р. — комендант ОДПУ СРСР.
- 1934 р. — комендант адміністративно-господарського управління (АГУ) НКВС СРСР;
- 9 грудня 1935 — капітан державної безпеки СРСР;
- 14 березня 1940 р. — майор державної безпеки СРСР;
- 14 лютого 1943 р. — полковник державної безпеки СРСР;
- 14 жовтня 1944 р. — комісар державної безпеки СРСР;
- 9 липня 1945 р. — генерал-майор СРСР;
- 1946 р. — начальник комендантського відділення управління справами МДБ СРСР;
- 1952 р. — заступник начальника АГУ НКВС СРСР — комендант МДБ СРСР.